# San Antonio-San Diego Mail Line
La San Antonio-San Diego Mail Line, nota anche come Jackass Mail, fu la prima diligenza ad operare, soprattutto per la posta terrestre, dagli Stati Uniti orientali alla California tra il 1857 e il 1861. Fu creata, organizzata e finanziata da James E. Birch, il capo della California Stage Company. Birch ottenne il primo contratto per il servizio di terra sulla "Southern Route", designata Route 8076. Questo contratto richiedeva un servizio semestrale in carrozze a quattro cavalli, in programma di lasciare San Antonio e San Diego il nono e il 24 di ogni mese, con 30 giorni consentiti per ogni viaggio.